# 김영한 (영화 감독)
김영한(金永漢, 1948년 1월 15일 ~ )은 대한민국의 영화 감독이다.

## 경력
- 스완슨목사 캠패인 통신신학교 졸업. 대구상고 수료
- 강원대학 환경 최고경영자 과정 수료
- 전 한국호주문화교류신문 발행.

- 대경대학 전 영화과 교수
- 경북대구 예총 공로상 수상
- 한국영화인총연합회 평생공로상 수상

- 1970년 김동인원작 배따라기 윤색
- 구원의 징검다리
- 하나님의 아이들
- 예수님과 꼬마전도사
- 화랑브이삼총사
- 스타짱가
- 슈퍼베타맨
- 괴짜소년

애니메이션
- 왕배꼽
- 슈퍼삼총사
- 화랑v삼총사
- 이티와 황금연필
- 구국의 태양
- 성웅이순신

공포영화
- 목없는 여살인마
- 폐교괴담
- 조용한 병원
- 한녀

문예물
- 요절복통 신양반뎐
- 위험한 사춘기

교육 영화
- 하나님의 아이들
- 구원의 징검다리
- 예수님과 꼬마전도사
- 유치원생 성교육영화
- 초등생 소중한내몸
- 중고생성교육영화
- 앉은뱅이꽃
- 난의연가
- 천사의시
- 오뚜기 축구단
- 대구시 후원 영화 리향[ 원작 각본[2023년]

성인 영화
- 서울야누스
- 원색의청춘
- 산머루
- 신혼이야기
- 밀실의소나타
- 밀애
- 빨간석류
- 별장의여인
- 날개
- 잠들수없는 여자
- 빨간복숭아
- 밀회